# Joanneskerk (Oisterwijk)
De Heilige Joanneskerk is een rooms-katholieke kerk in Oisterwijk in de Nederlandse provincie Noord-Brabant. Ze is gelegen aan De Lind 52.
De kerk behoort tot het bisdom 's-Hertogenbosch en valt onder de Sint Jozefparochie.
De kerk kenmerkt zich door een zadeldaktoren.

## Geschiedenis
De parochie werd gesticht nadat Oisterwijk in het begin van de 20e eeuw een sterke bevolkingsgroei had doorgemaakt. In 1926 werd de parochie afgesplitst van de Parochie van Sint-Petrus'-Banden.
De kerk werd ontworpen door architect H.W. Valk en gebouwd in 1927. In 1953 werd het toren- en portaalcomplex, dat Valk ontwierp in samenwerking met zijn zoon G.H.F Valk, aangebouwd. In 1958 werden drie klokken met de namen: Joannes, Maria en Josef in gebruik genomen en in 1972 ook een dagkapel.
In 1966 splitste de parochie Levenskerk zich af van de Joannesparochie, om in een nieuw te bouwen woonwijk een kerk te stichten. Deze bevond zich aan de Le Sage ten Broekstraat 42 en is een modern kerkgebouw en is in 2017 opgeheven.

## Toekomst
de Joanneskerk zou per 1 juli 2018 onttrokken worden aan de eredienst, de Congregatie voor de Clerus in Rome heeft het bisschoppelijk besluit om de kerk aan de eredienst te onttrekken opgeschort met 5 jaar.

## Jan van Oisterwijk
In 1572 werden in Gorcum negentien religieuzen gemarteld en op 9 juli 1572 in Den Briel opgehangen. Zij worden nog steeds op 9 juli herdacht. Een van hen was Joannes Lenartsz, geboren in 1504. Hij was monnik en werd met de andere achttien martelaren in 1867 heilig verklaard door Paus Pius IX. Nu wordt hij Sint Johannes of Sint Jan van Oisterwijk genoemd. Op een afbeelding in de kerk van Sint Petrus Banden draagt Jan de palmtak der martelaren en het koord met strop ter verwijzing naar zijn dood.

## Galerij

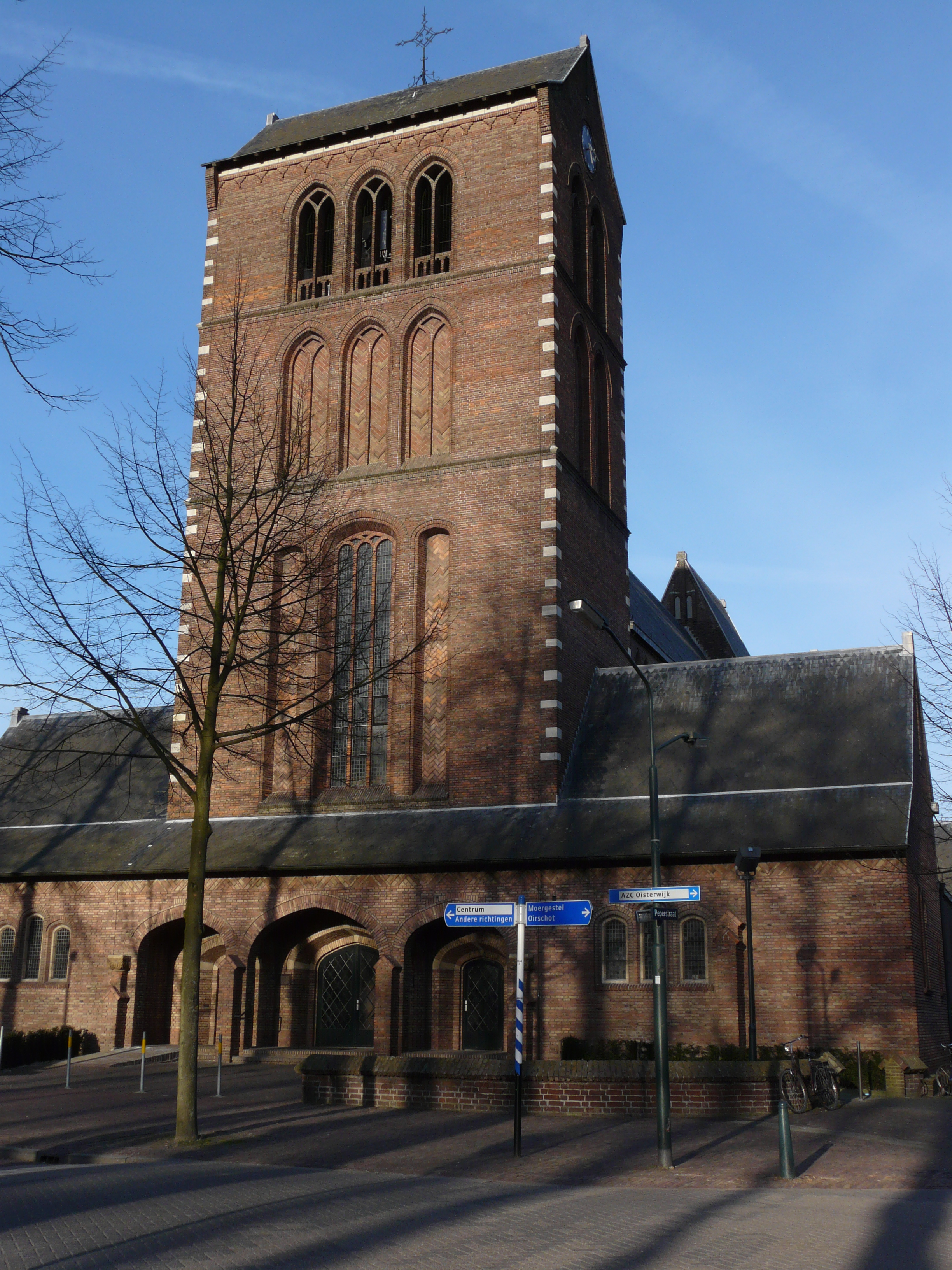
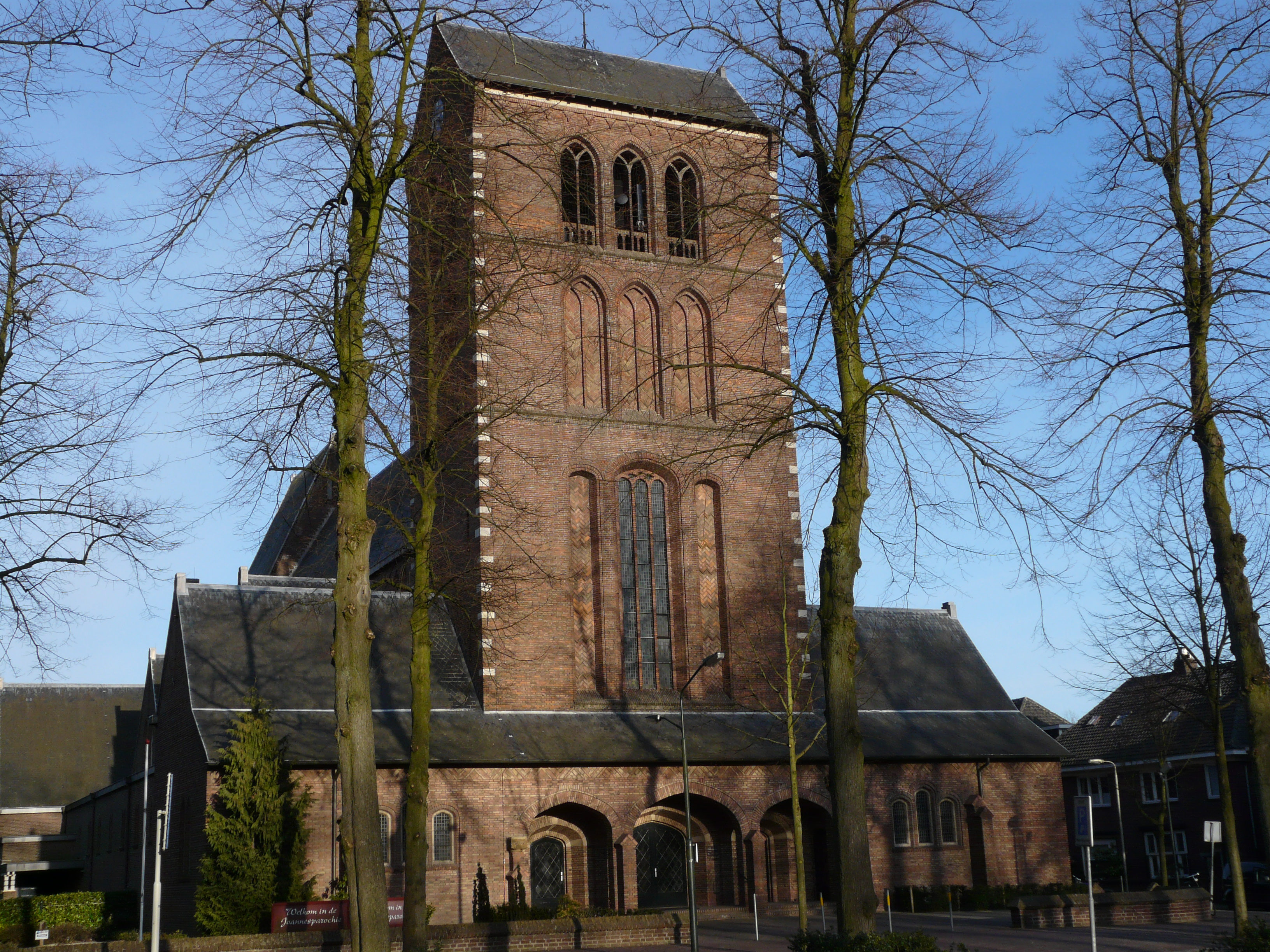
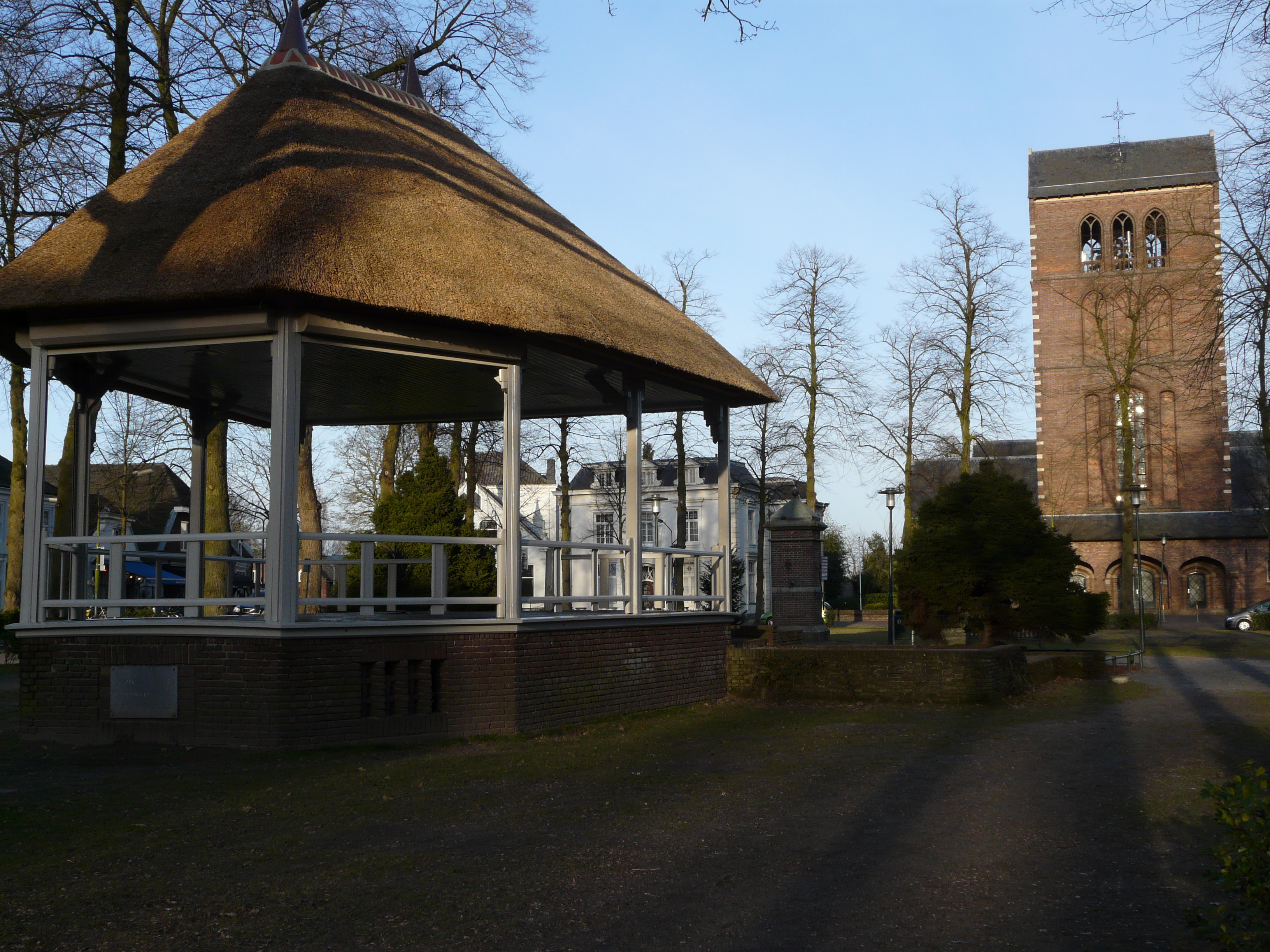